# Henri de la Barre d'Erquelinnes
Pour les articles homonymes, voir De La Barre.
Henri Marie Joseph Adhémar, comte de la Barre d'Erquelinnes (Bruxelles, 21 décembre 1885 - Mons, 20 novembre 1961) est un homme politique belge, membre du Parti catholique.

## Biographie
Il fait ses humanités à l'école de l'abbaye de Maredsous, puis fera des études de droit à l'université de Louvain où il obtient un doctorat en droit.
Sénateur de l'arrondissement de Mons-Soignies de 1929 à 1954, il exerça le poste de ministre de l'agriculture du 26 septembre 1944 au 12 février 1945, sous les gouvernements Pierlot V et Pierlot VI.
Il fut secrétaire adjoint de la Ligue antimaçonnique,. Il fut aussi bourgmestre de Jurbise de 1924 à 1946, puis de 1959 à 1961.
Il est le père de l'espionne britannique Marie-José Villiers.

## Distinctions
- Grand officier de l'ordre de Léopold (1949)
- Commandeur de l'ordre de Saint-Grégoire-le-Grand
- Croix de guerre 1914–1918